# Gottlieb Christian Kippe
Gottlieb Christian Kippe, auch Christian Gottlieb Kippe (* 21. September 1802 in Retschow; † 7. November 1883 in Rostock) war ein deutscher Jurist und Politiker.

## Leben
Kippe studierte Medizin und Rechtswissenschaften in Rostock, Halle, Jena und Leipzig. Während seines Studiums wurde er 1821 Mitglied im engeren Verein der burschenschaftlichen Quellengesellschaft Halle, 1822 der Jenaischen Burschenschaft und 1823 der Leipziger Burschenschaft. Er wurde Mitglied des Jünglingsbundes, weshalb er 1825 vom Oberlandesgericht Breslau zu zwei Jahren Zuchthaus verurteilt wurde. Er wurde zum Dr. iur. promoviert und war ab 1829 als Advokat und Syndikus in Rostock tätig. Er war für den Wahlbezirk Doberan Abgeordneter der Mecklenburgischen Abgeordnetenversammlungen 1848 und 1850. 1856 wurde er in Rostock Kanzleiadvokat, Notar, Prokurator, Richter am Kriminal-Nieder- und Kammergericht. 1879 wurde er bis zu seinem Tod Vorsitzender der mecklenburgischen Anwaltskammer.